# Andrea Caianiello
Andrea Caianiello (Napoli, 24 settembre 1987) è un canottiere italiano.
Nel 2016 ha partecipato ai Giochi olimpici di Londra nel quattro senza con Daniele Danesin, Martino Goretti e Marcello Miani concludendo la finale B in quinta posizione.

## Palmarès
- Campionati del mondo di canottaggio

Eton 2006 - bronzo nel 2 di coppia pesi leggeri.
Monaco 2007 - oro nel 2 di coppia pesi leggeri.
Linz 2008 - argento nel 2 di coppia pesi leggeri.
Poznań 2009 - argento nel 2 di coppia pesi leggeri.
Bled 2011 - bronzo nel quattro senza.
Plovdiv 2012 - bronzo nell'otto.